# Armeria maritima

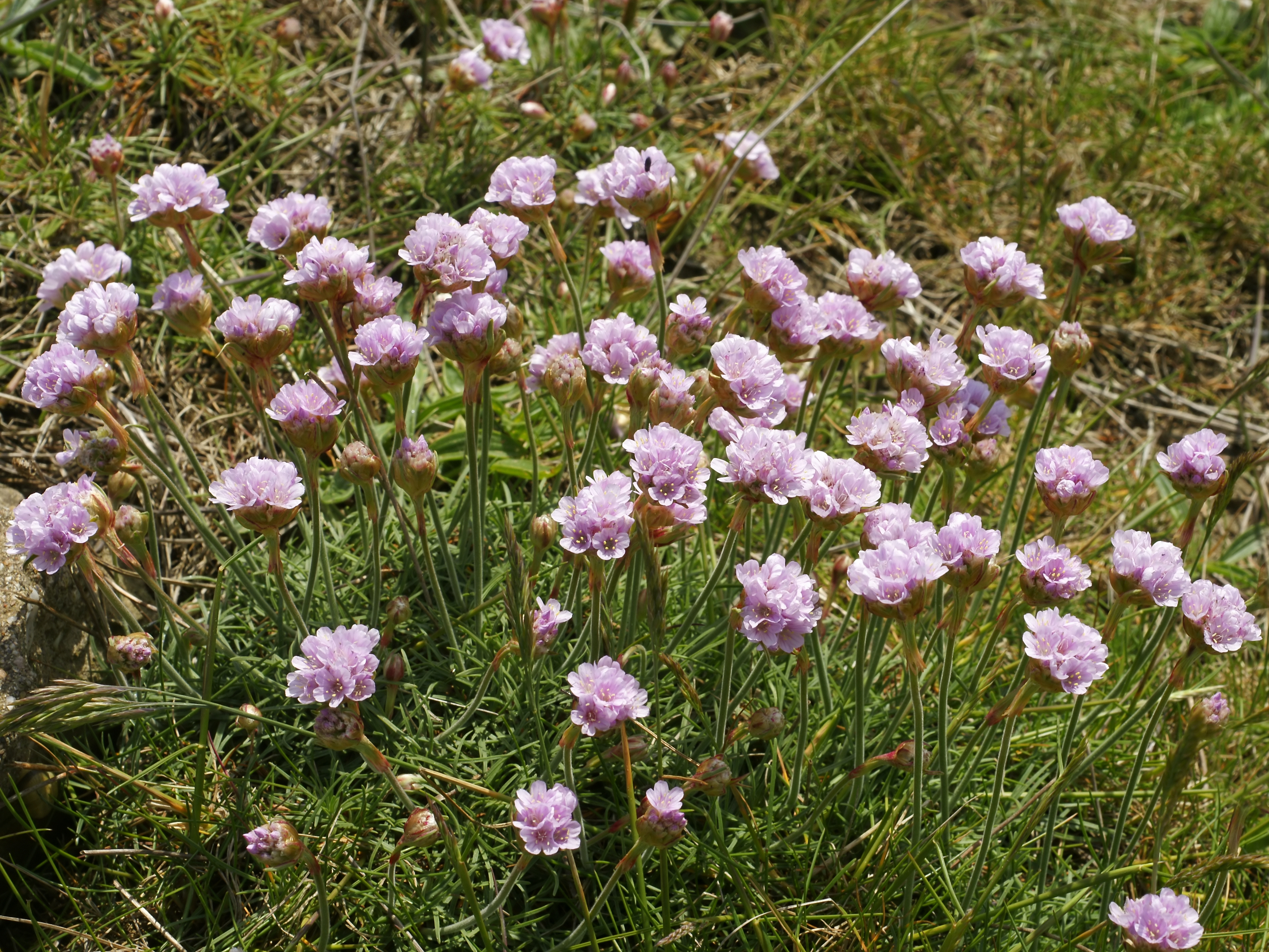
Armeria maritima (hábito).

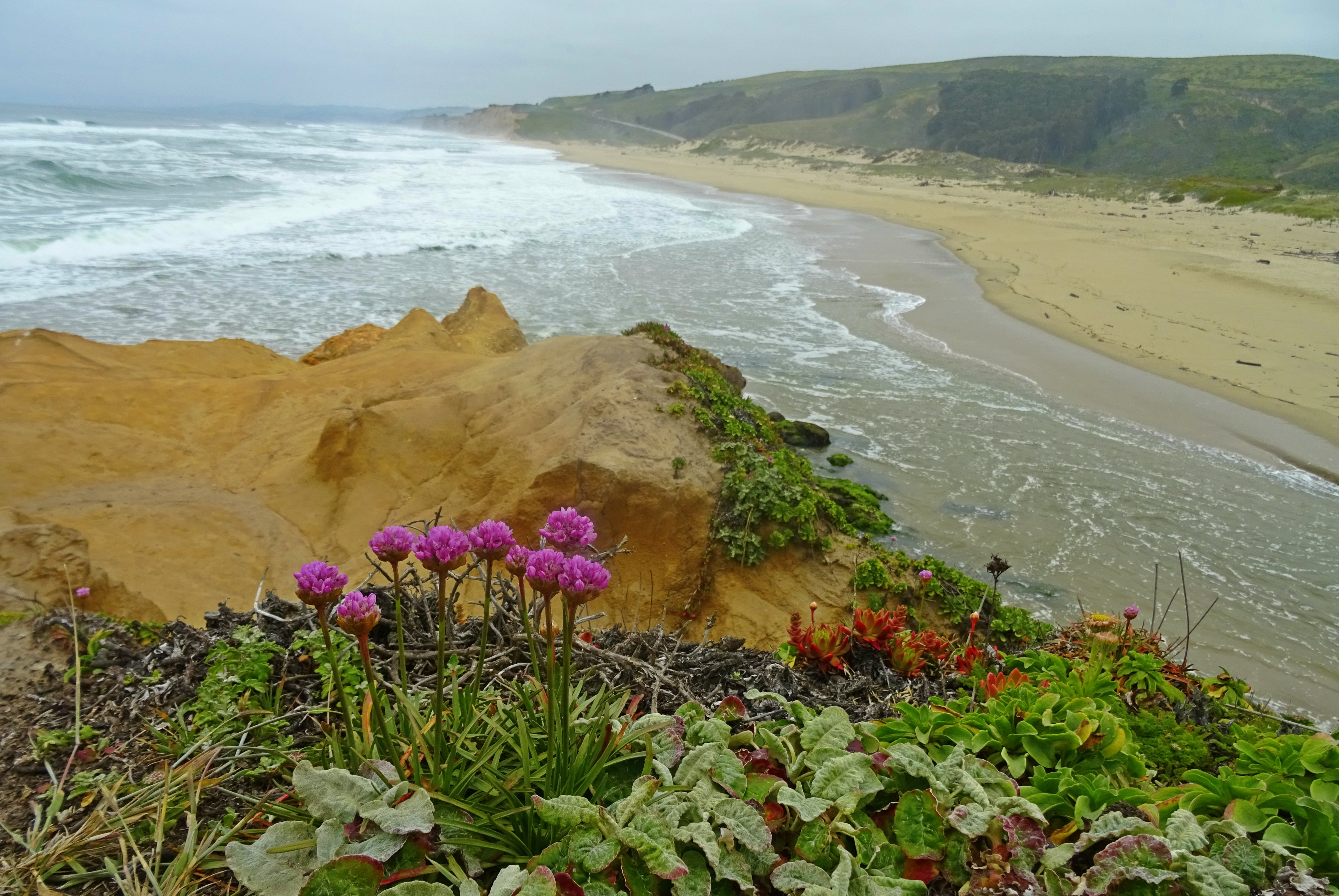
Armeria maritima californica em Pescadero State Beach na Califórnia.

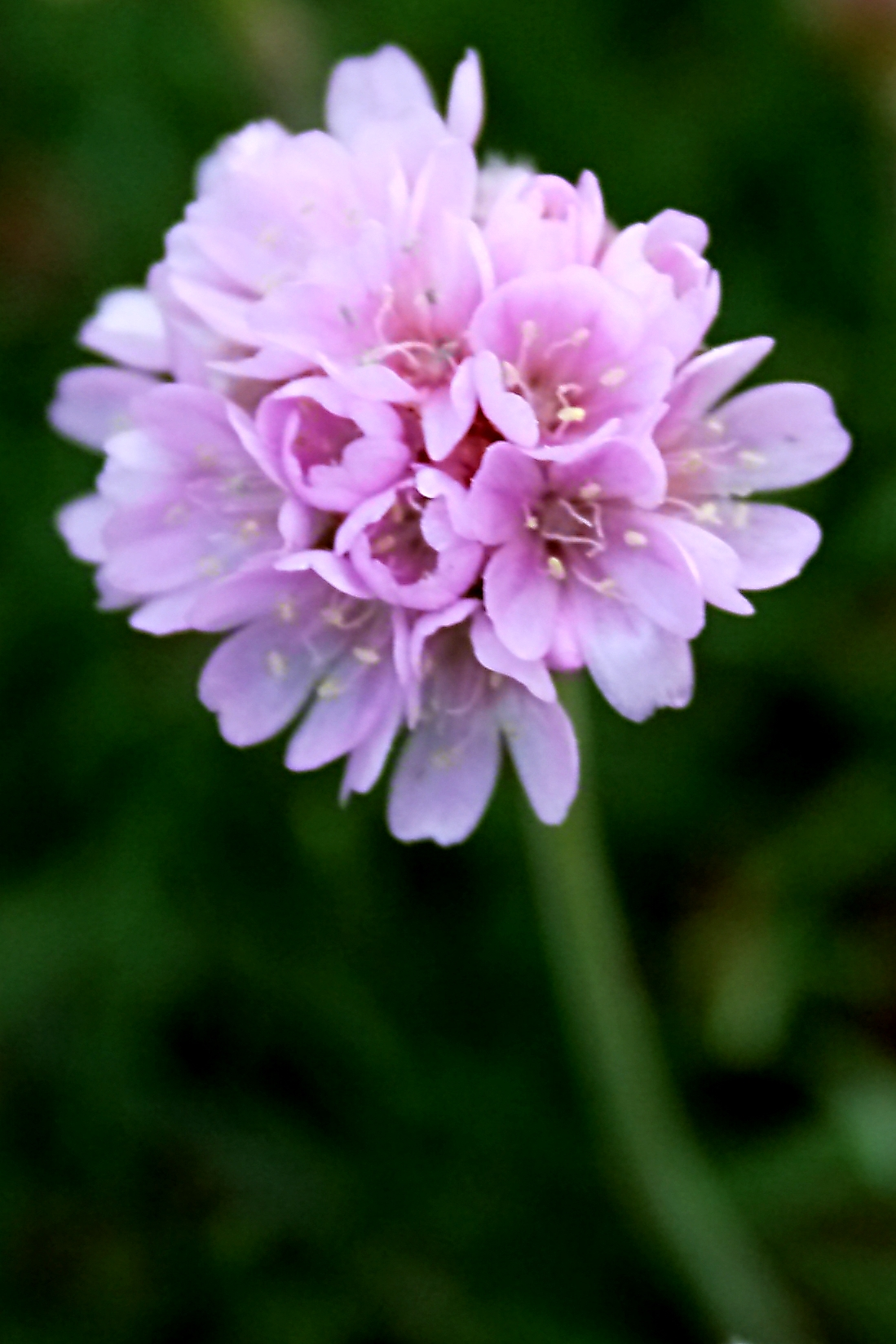
Inflorescência de A. maririma.

Armeria maritima (Mill.) Willd., é uma espécie de planta com flor, pertencente à família Plumbaginaceae, que forma um complexo específico constituído por 8 a 10 subespécies (conforme os autores), algumas da quais são por vezes consideradas espécies separadas. A variabilidade relaciona-se mais com preferências ecológicas e diferenças na distribuição do que com características morfológicas. A espécie é uma planta herbácea com folhas estreitas e longas, em roseta basal, que produz flores vistosas, geralmente de coloração rosada, agrupadas numa inflorescência globosa. A espécie tem distribuição natural circumboreal pelas regiões de clima temperado e ártico do hemisfério norte (Europa, Ásia e América do Norte), geralmente próximo das costas, preferindo solos arenosos ou falésias bem drenadas.

## Descrição
É uma planta perene, por vezes decídua em climas mais frios, compacta, que cresce em touceiras baixas (até 50 cm de altura), com folhagem em roseta, que emite hastes finas e longas que sustentam inflorescências globulares de flores de coloração rosa brilhante. Em alguns casos também ocorrem flores arroxeadas, brancas ou vermelhas.
Com filotaxia em roseta, o caule é muito curto, terminando numa raiz principal erecta. As folhas são estreitas e lineares, com lâminas foliares com 1–15 cm de comprimento e 0,5 a 3,0 mm largura, com uma, ou raramente três, nervuras, com aspeto geral que lembra as folhas das gramíneas. A página superior das folhas é levemente pilosa, o que deve servir de proteção contra a evaporação. 
Na floração a planta emite escapos eretos, com 2–60 cm de comprimento, glabros ou pilosos, que terminam numa inflorescência com 13-28 mm de diâmetro. Bainha involucral com 5-32 mm de comprimento, com bráctea involucral externa oval a triangular-lanceolada, romba, com 4–14 mm de comprimento, mucronada ou não, em geral não de projetando sobre a corola. Flores são monomórficas, com todos os estigmas papilados e pólen reticulado, ou dimórficas, com estigmas papilados e pólen finamente reticulado ou estigmas lisos e pólen grosseiramente reticulado. Tubo do cálice piloso sobre e entre as costelas (holótrico), apenas nas costelas (pleurótrico) ou glabro (átrico). Sépalas com dentes triangulares a pouco triangulares, arqueados ou não. As pétalas são de cor rosa a roxa, vistosas, e excedendo o cálice ou reduzidas e incluídas no cálice. Floresce entre maio e outubro. 
As flores heterostílicas são polinizadas por numerosas espécies de insetos. Os frutos são espalhados pelo vento ou por ação adesão. O número cromossómico 2n = 18.
A autoridade científica da espécie é (Mill.) Willd., tendo sido publicada em Enumeratio Plantarum Horti Botanici Berolinensis,...1: 333–334. 1809. O epíteto específico latino maritima significa pertencente ao mar ou litoral, uma referência à presença da espécie nas regiões costeiras.

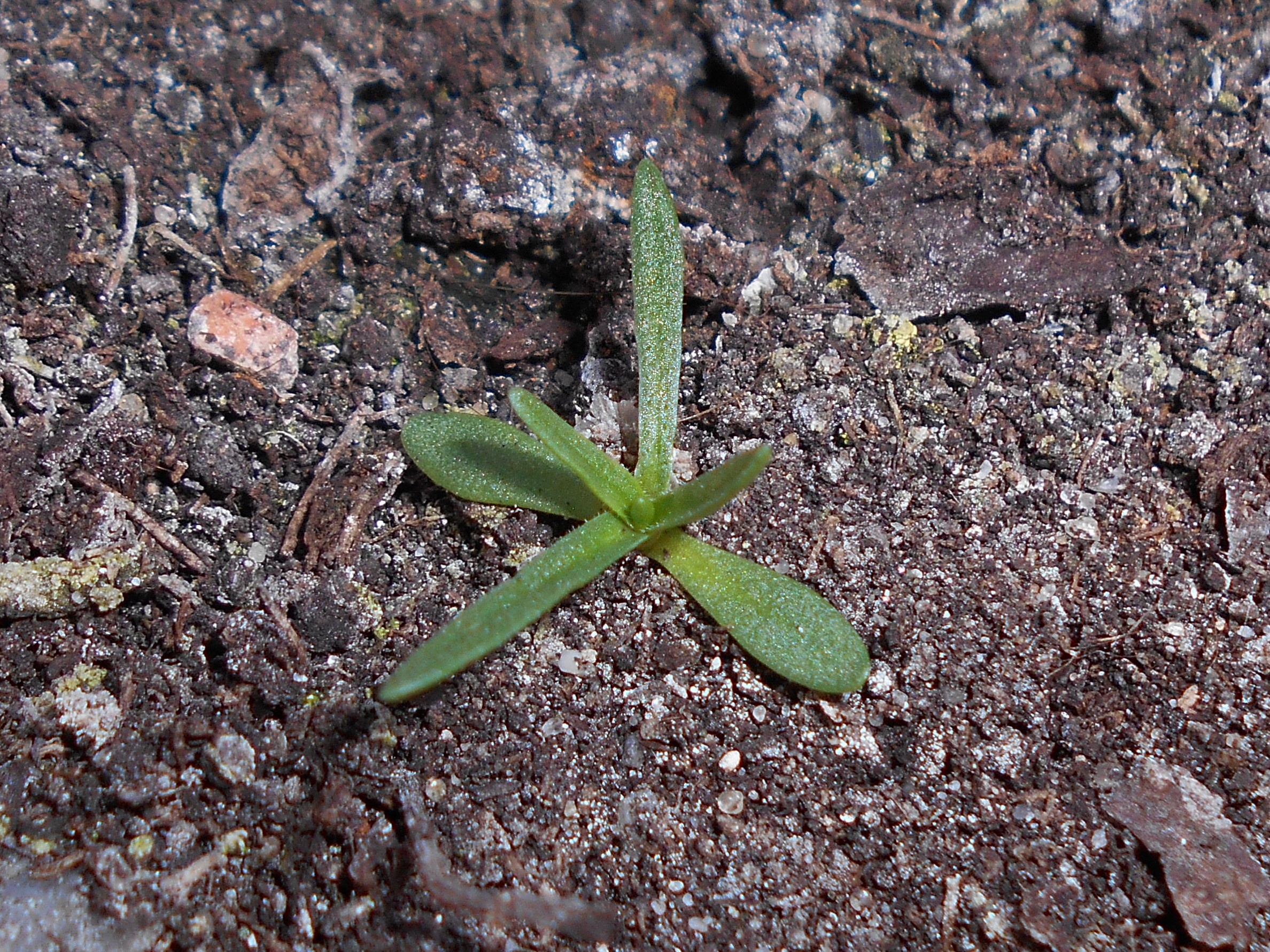
Plântula.
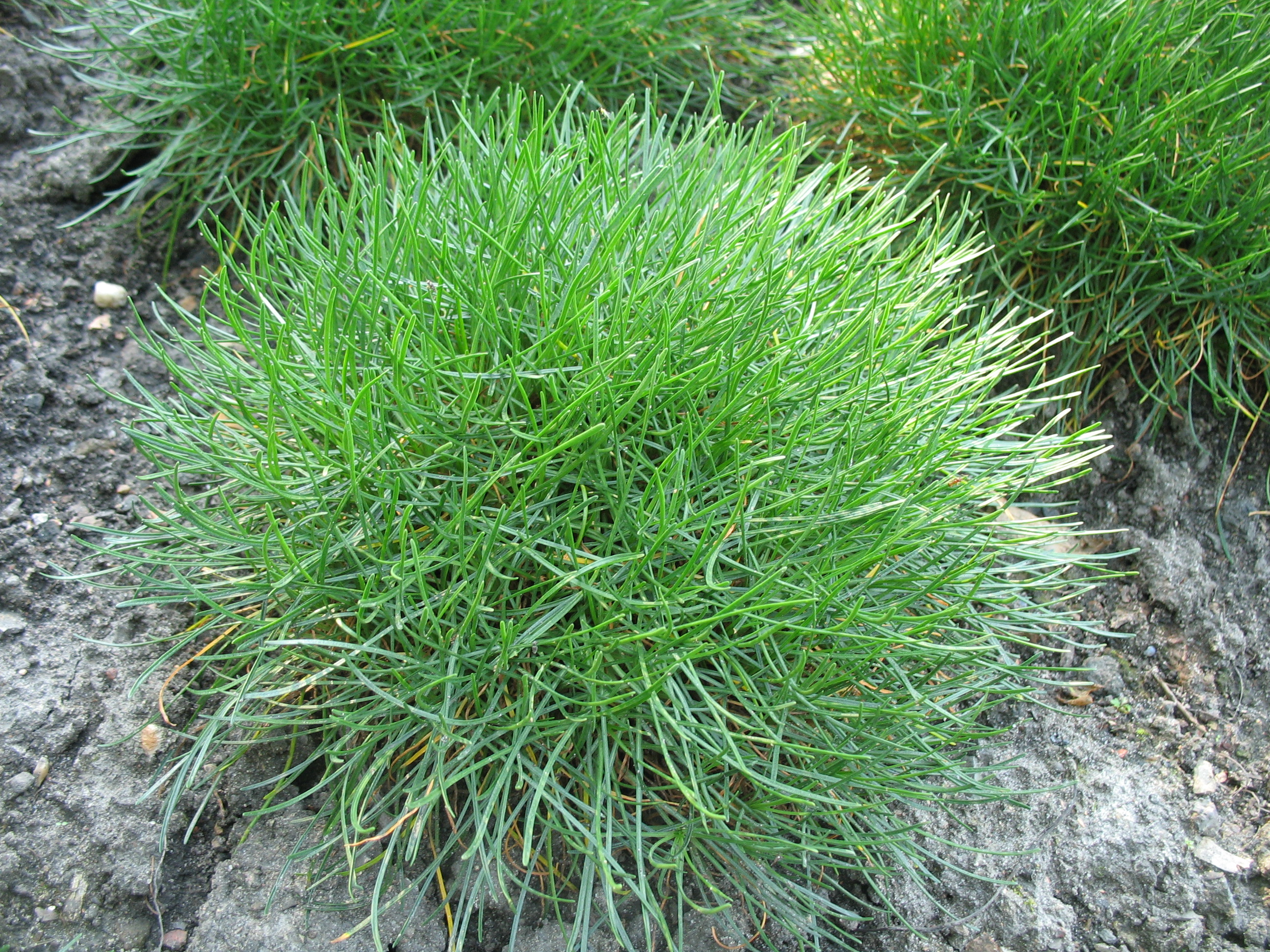
Hábito da planta sem floração.
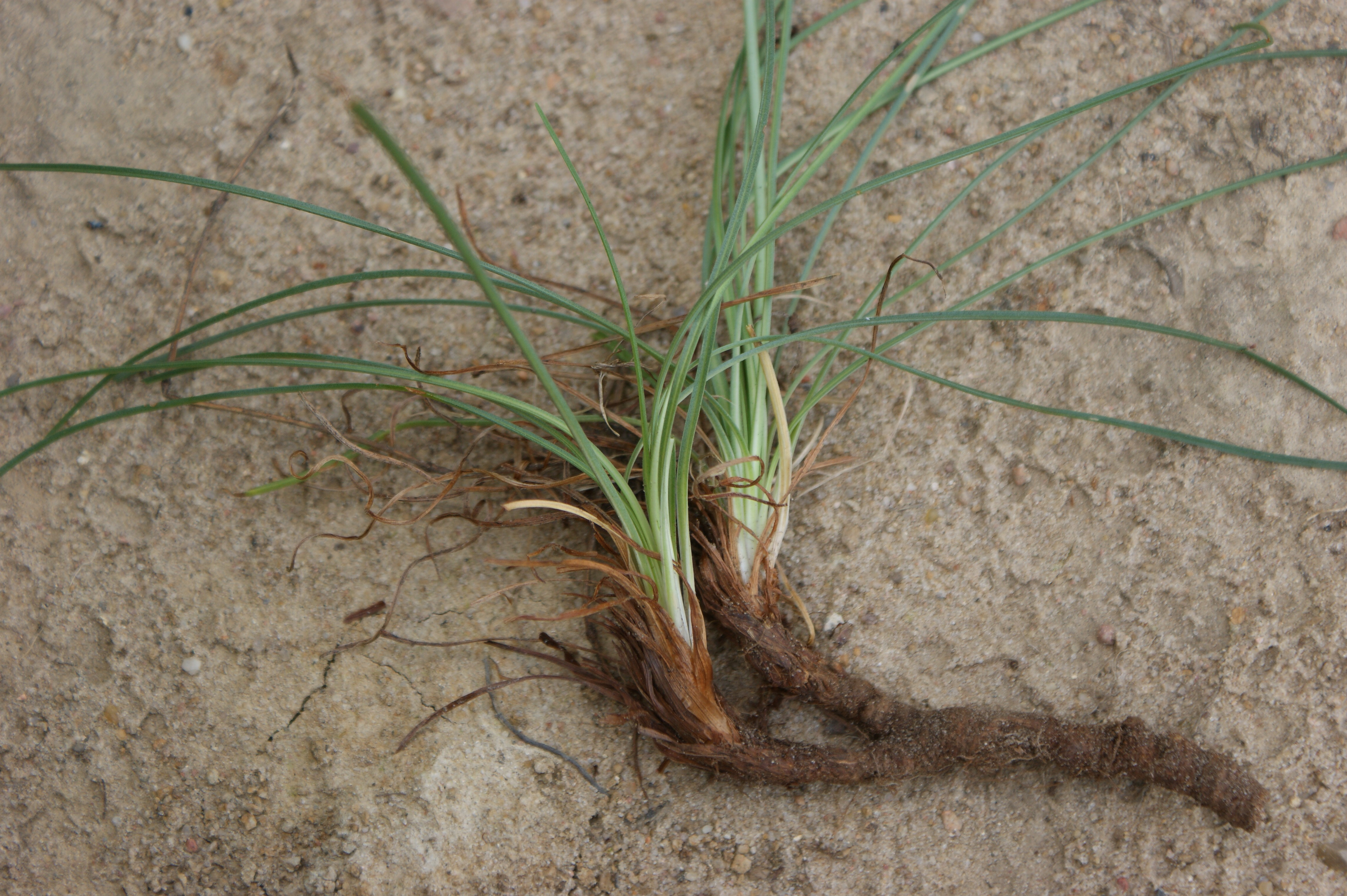
Raiz e roseta foliar.
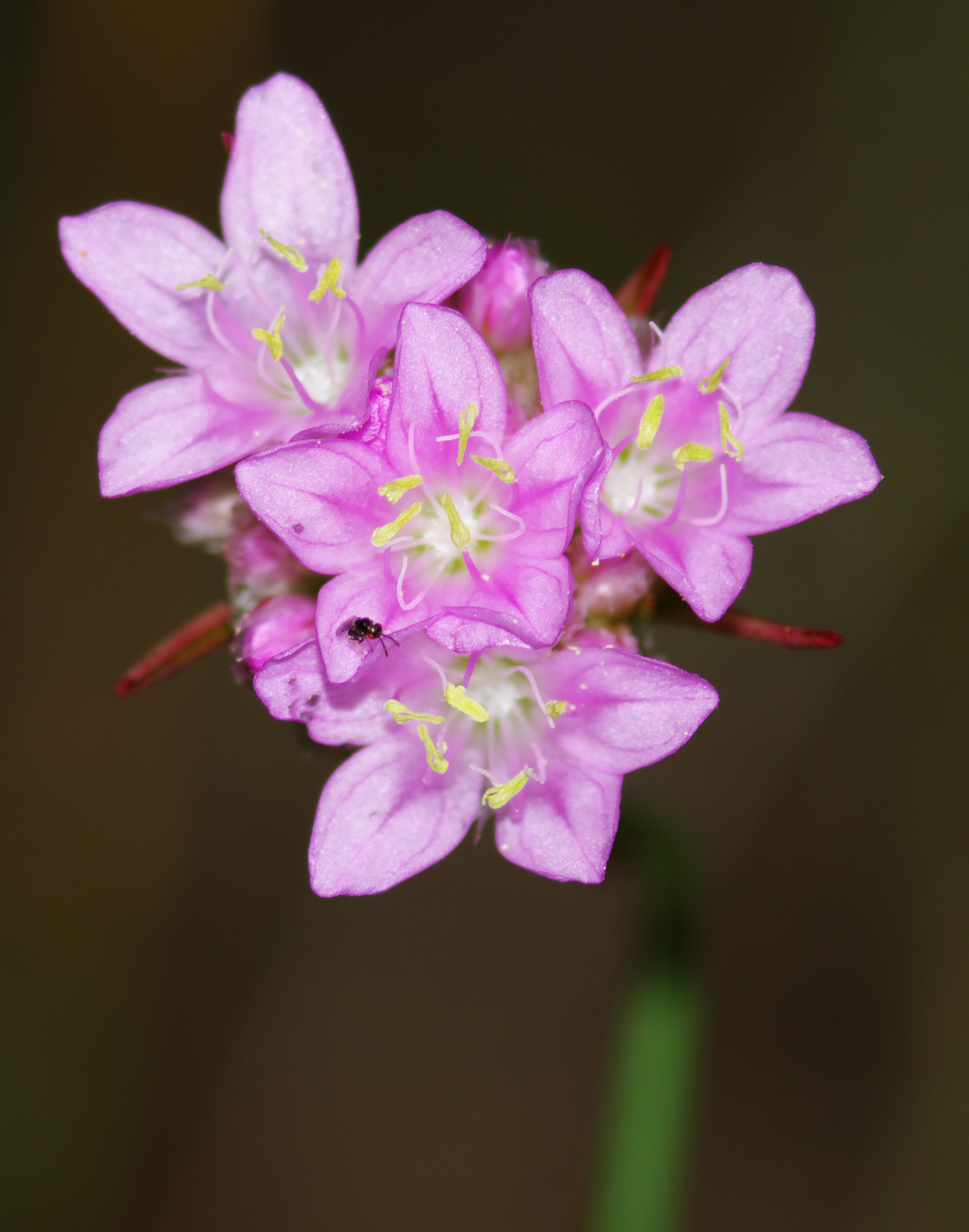
Inflorescência e flor.
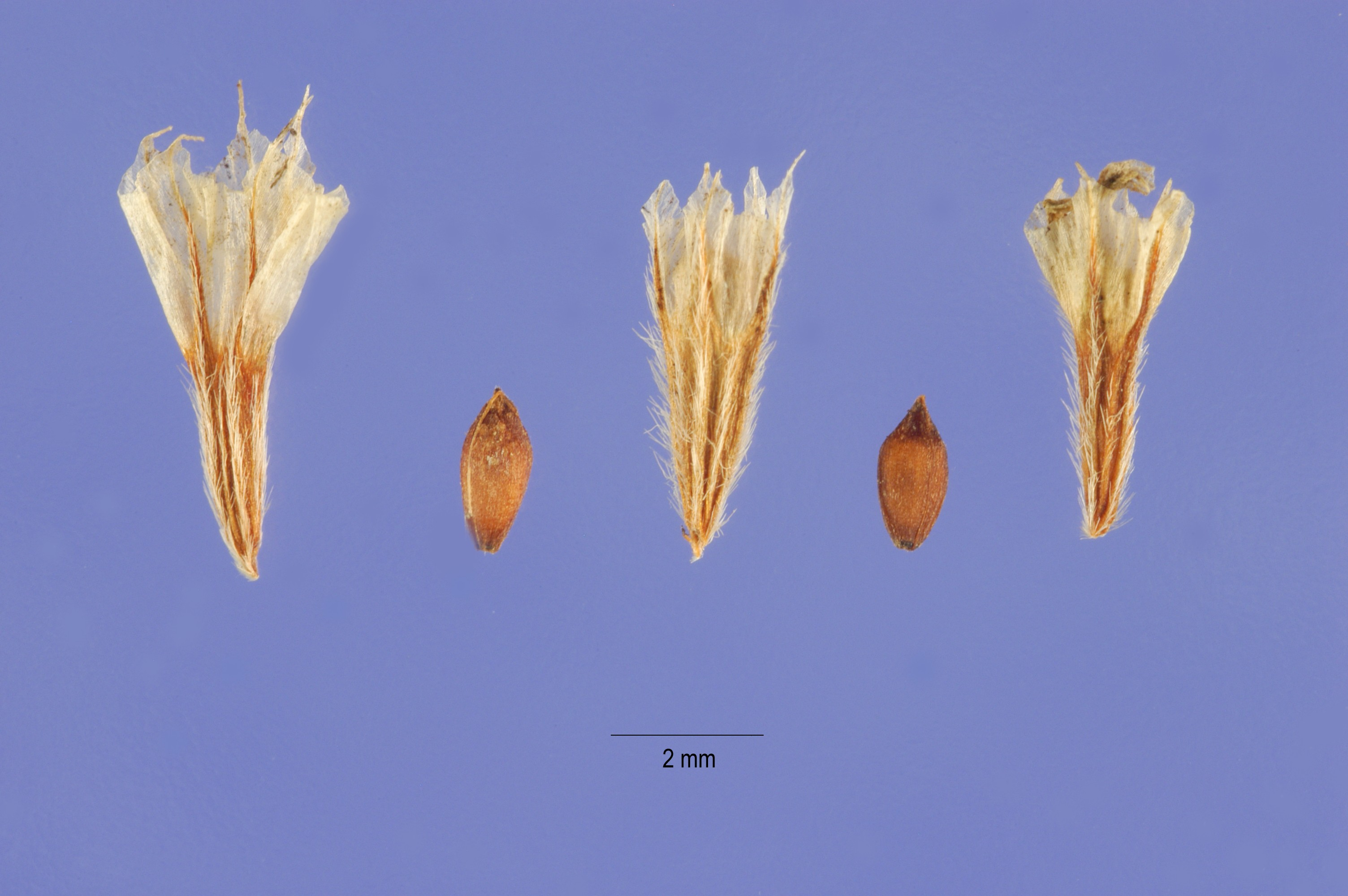
Fruto e sementes.
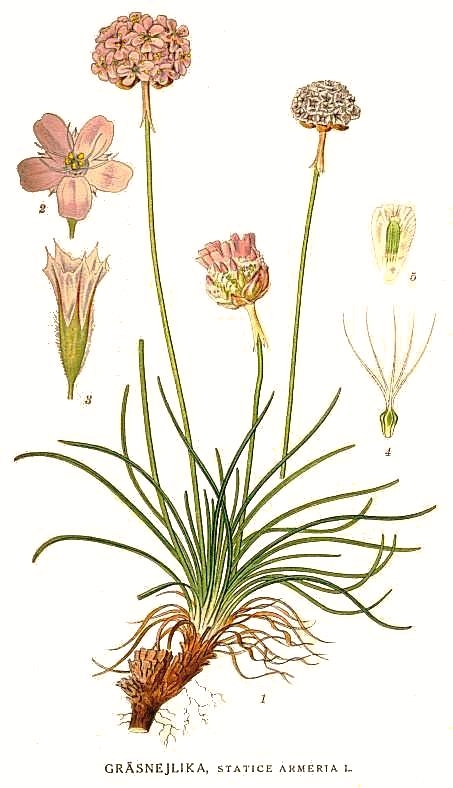
Ilustração botânica.

## Distribuição e habitat
Armeria maritima sensu lato tem uma ampla distribuição circumpolar, estando presente na generalidade das regiões costeiras do Hemisfério Norte. A espécie também ocorre em algumas regiões costeiras das regiões temperadas e frias do Hemisfério Sul, nomeadamente nas costa chilena e da Terra do Fogo e na ilha dos Estados. A espécie é muito tolerante aos climas frios, ocorrendo mesmo em partes das costas da Gronelândia.
Prefere habitats com condições de relativa secura, especialmente em solos arenosos e salinos, preferindo as falésias costeiras, os prados e pântanos salgados e beiras de estradas em regiões de forte salinidade. A subespécie A. m. elongata ocorre principalmente nas dunas das costas marítimas. Embora com menor fequência, também ocorre longe do mar em zonas montanhosas rochosas.:434:70 A espécie é uma presença comum nos sapais e nas dunas das costas europeias, onde floresce de abril a outubro.
Trata-se de uma espécie presente no território português, onde é conhecida pelos nomes comuns de estancadeira, relva-de-espanha ou relva-do-olimpo.

## Ecologia
A espécie é um elemento floral típico das zonas salinizadas das costas marítimas temperadas. Estas plantas excretam o sal através de glândulas especiais na superfície da folha. A subespécie A. m. elongata cresce nas regiões afastadas do mar em pastagens arenosas ácidas, pastagens secas de silicato sobre rocha sólida, formações rochosas serpentiníticas e em florestas de pinheiros sobre solos leves e pobres em nutrientes.
Armeria maritima apresenta uma grande tolerância ao cobre e é capaz de crescer em solos com concentrações de cobre de até 6400 mg/kg. Um mecanismo proposto para explicar esta anormal tolerância é que pouco cobre é transportado pelo sistema vascular do caule da planta, sendo o conteúdo que atinge que atinge a parte aérea excretado pelas folhas em decomposição. Os estudos realizados sobre a fisiologia e metabolismo desta espécie apontam como de particular interesse a forma como o seu metabolismo é alterado com concentrações elevadas de dióxido de carbono atmosférico. A espécie tolera solos poluídos com metais pesados (principalmente a subespécie A. m. halleri), podendo atingir concentrações de até 0,7% de zinco e 0,15% de chumbo.
A polinização é realizada por diversos insectos, com destaque para as abelhas e os lepidópteros.
A espécie é hospedeira do fungo fitopatogénico Phoma herbarum.

## Etnobotânica

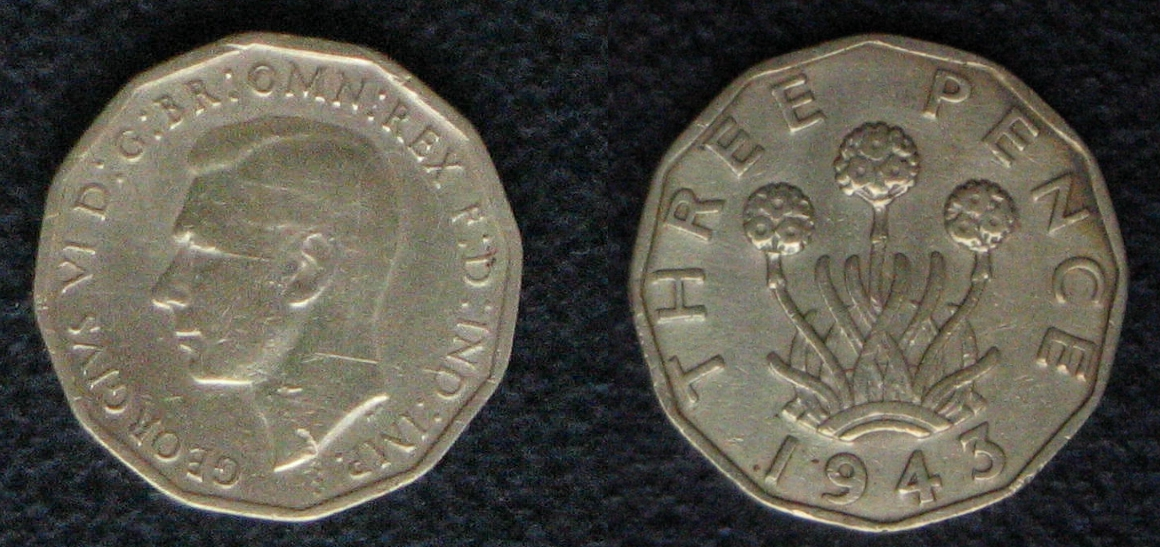
Uma moeda britânica de 3 pence de 1943 tendo como motivo a inflorescência de A. maritima.

A espécie é uma popular planta ornamental cultivada nas regiões temperadas e frias de todo o mundo como flor de jardim e para produção de flores de corte. Sendo resistente à secura, é utilizada em xeropaisagismo e em jardins projetados como jardim de pedras. A planta era antigamente usada como antiepiléptico devido ao seu teor de plumbagina, que é altamente irritante.
O cultivar 'Vindictive' foi ganhador do prémio Award of Garden Merit da Royal Horticultural Society.
A moeda britânica de três pence emitida entre 1937 e 1952 tinha no reverso a imagem da inflorescência de A. maritima. Na gíria britânica, o nome comum da planta thrift tem o significado de parcimonioso (thrifty) ou forreta e significa ter comprado muito por muito pouco dinheiro. Acredita-se que a expressão seja a razão pela qual a espécie foi usada como emblema da moeda de três pence (que não valia muito dinheiro).
Como parte de uma campanha de marketing de 2002, a organização beneficente de conservação de plantas Plantlife escolheu a espécie como a flor do condado das ilhas de Scilly.
A espécie é mencionada no poema de sir John Betjeman intitulado 'A Bay in Anglesea'. A flor rosada de A. maritima é uma parte memorável da descrição do Castelo de Kirrin em torno do qual muitas das aventuras de Enid Blyton Famous Five aconteceram: "The  coarse  green  grass  sprang  everywhere, and pink thrift grew its cushions in holes and crannies."

## Subespécies
Armeria maritima forma um complexo específico com grande plasticiade ecológica e sensíveis variações fenotípicas, no qual são geralmente reconhecidas as seguintes subespécies:
- Armeria maritima subsp. azorica, Franco[20] (endémica nos Açores);
- Armeria maritima subsp. californica, conhecida por: California Seapink[21][22]
- Armeria maritima subsp. elongata'‘, conhecida por: Tall Thrift, Gaston Bonnier.[23]
- Armeria maritima subsp. maritima[24] (engloba as populações presentes nas regiões costeiras da Península Ibérica);
- Armeria maritima subsp. purpurea, sinónimo: Armeria purpurea W.D.J.Koch, (W.D.J.Koch) Á.Löve & D.Löve[25]
- Armeria maritima subsp. sibirica, conhecida por: Siberian Sea Thrift, Turczaninow ex Boissier[26][27]

## Galeria

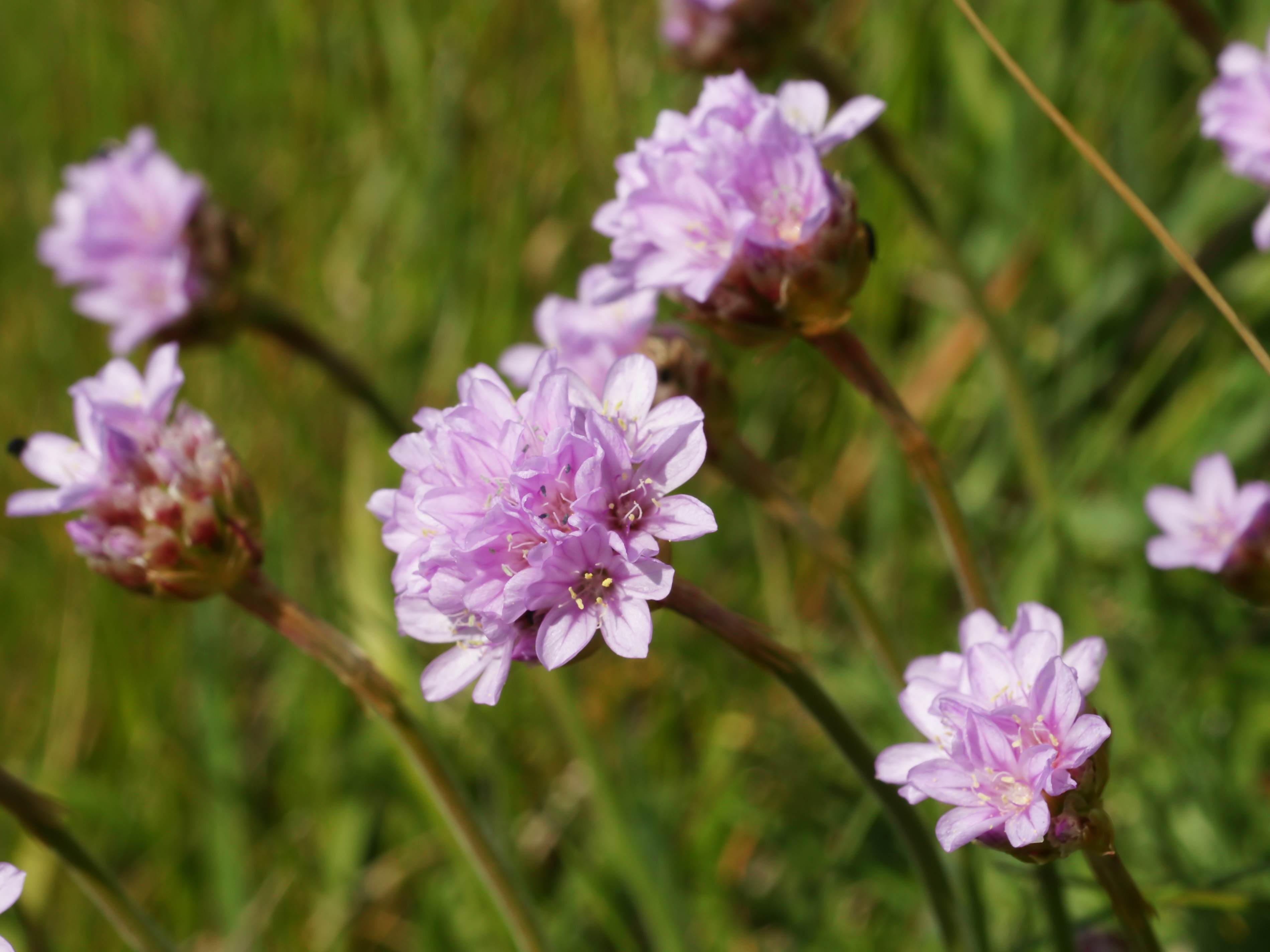
Flor
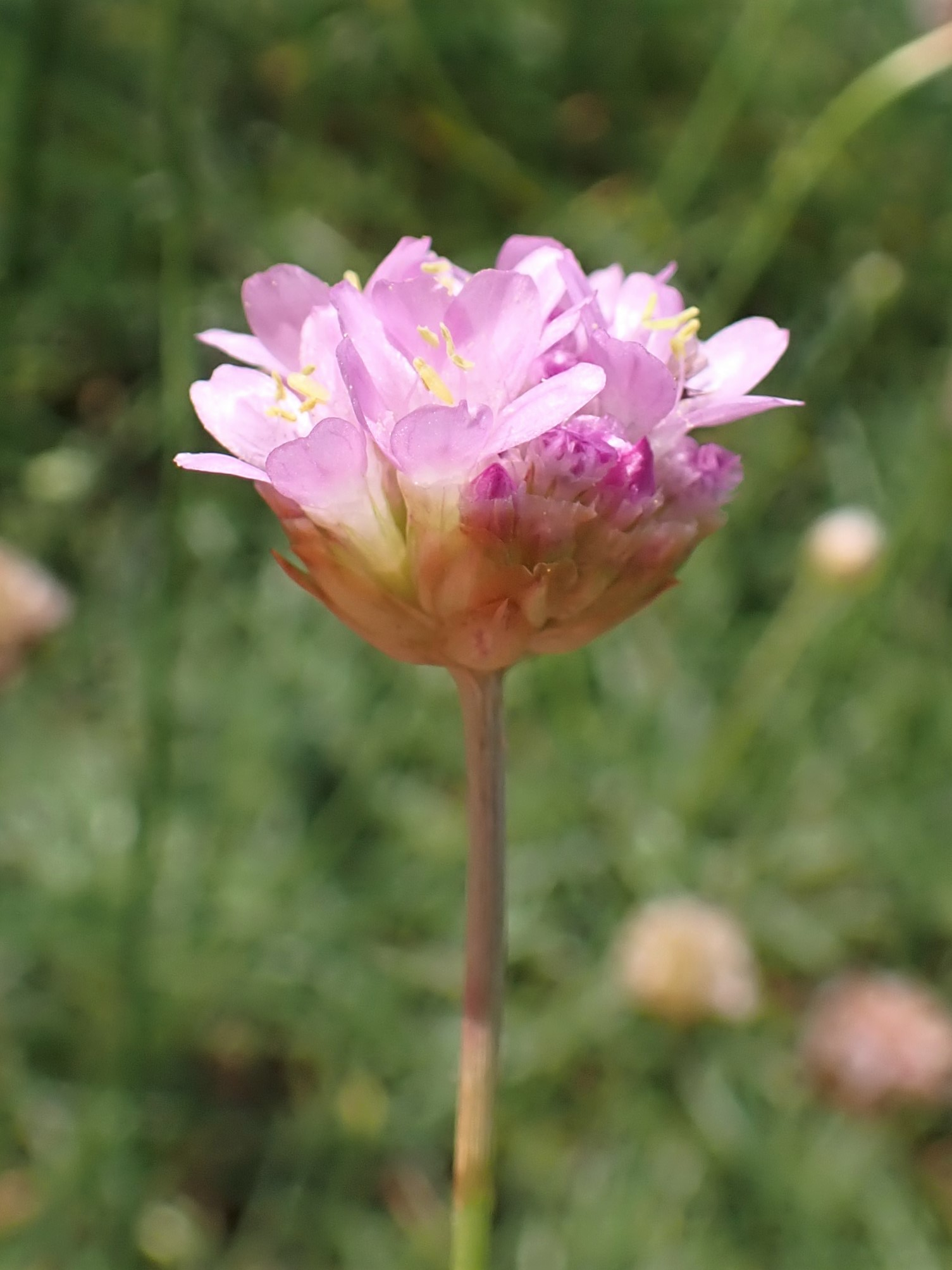
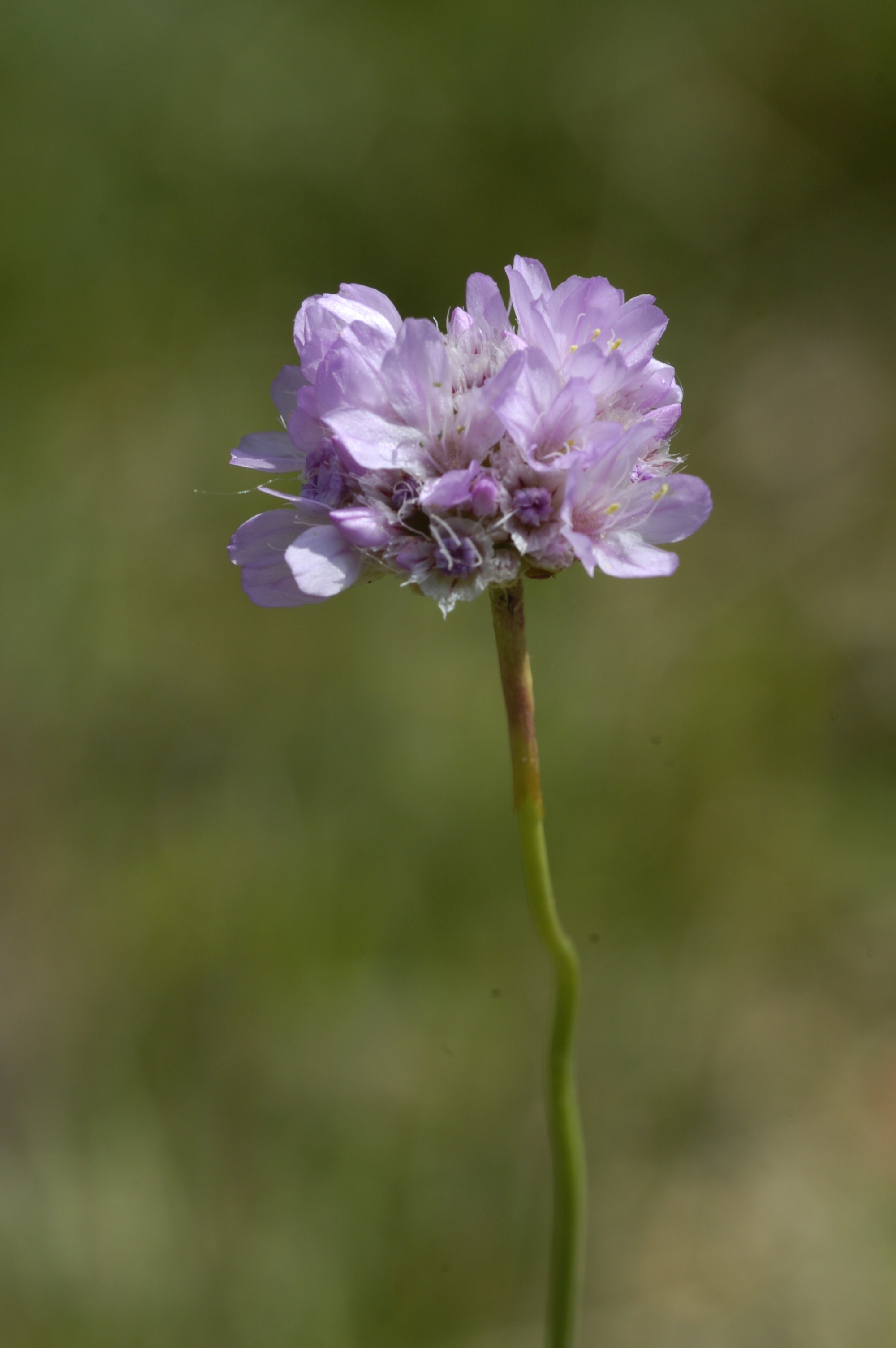
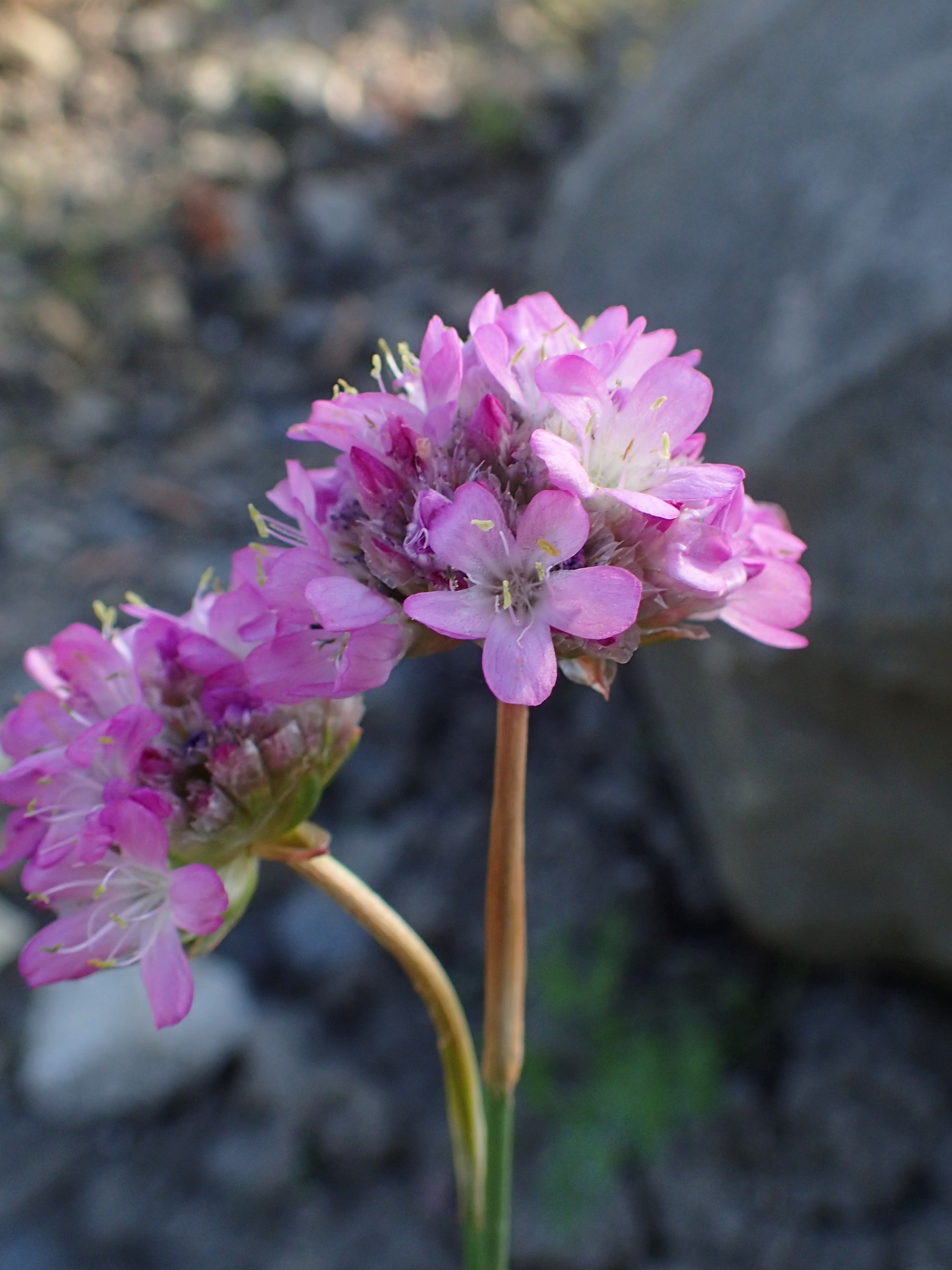
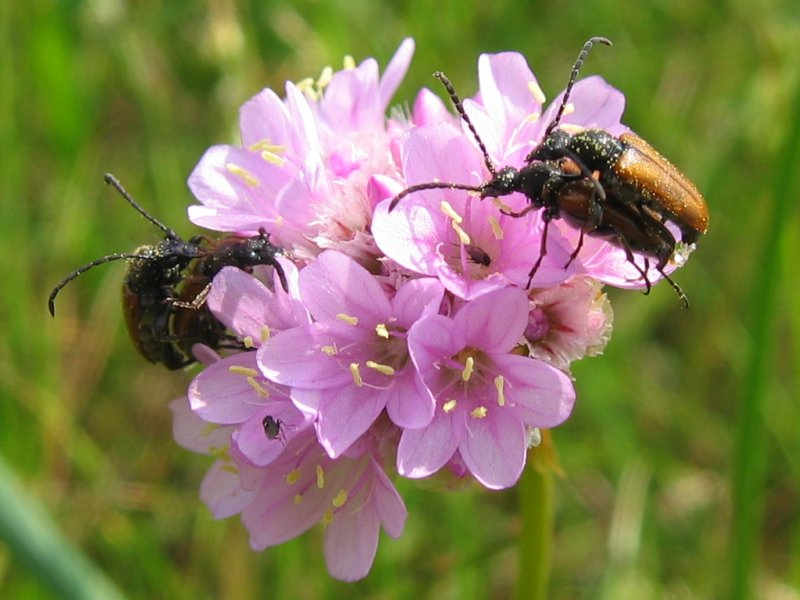
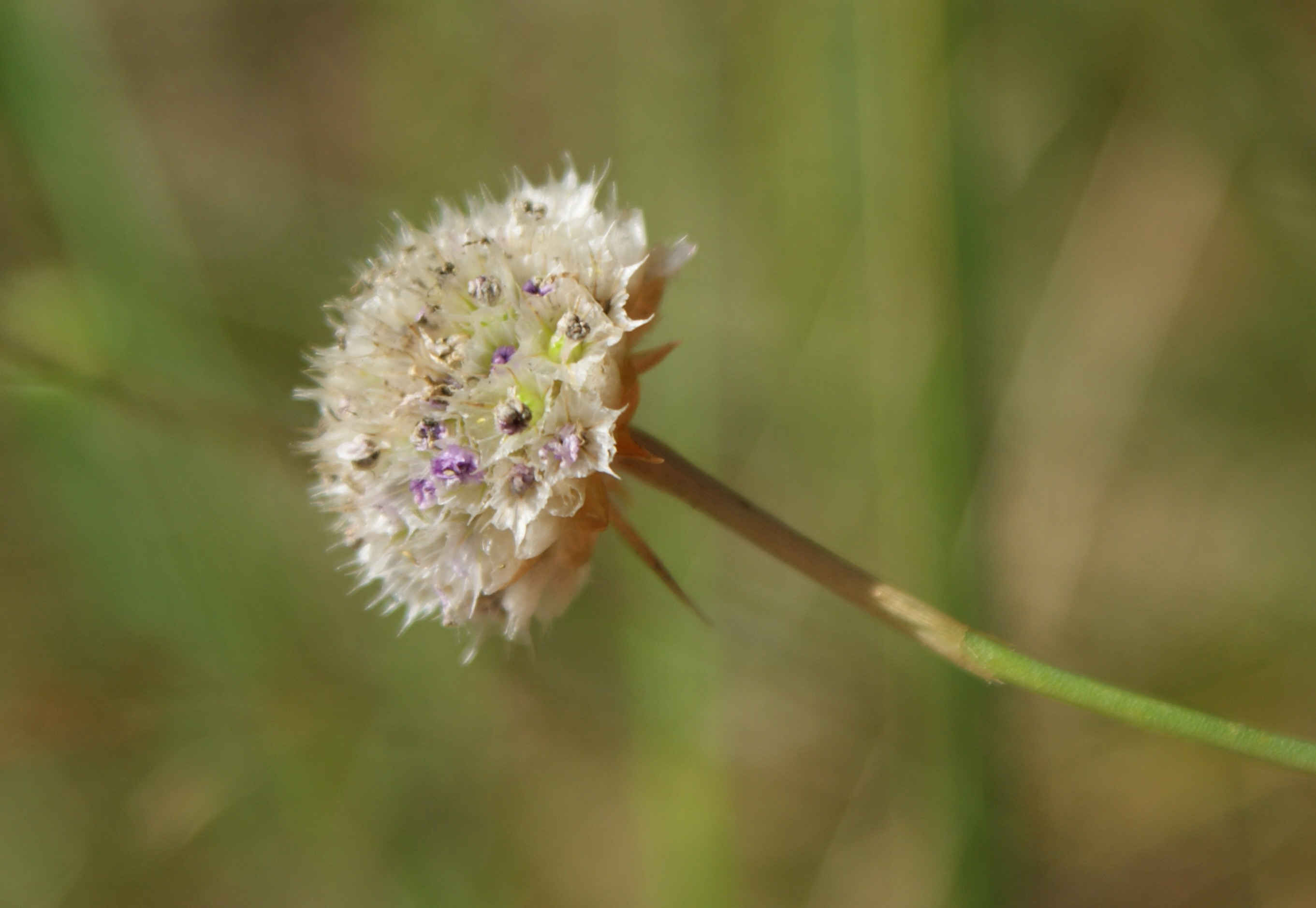
Fruto
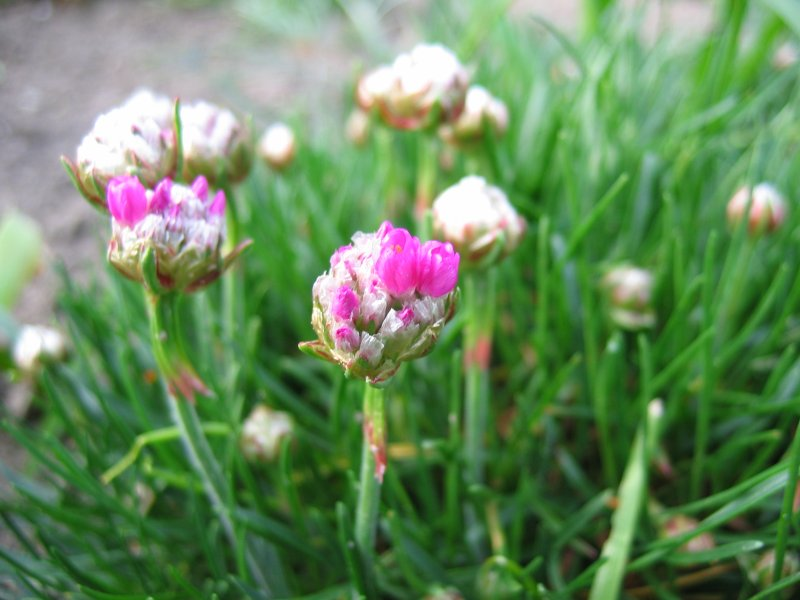
A. maritima ssp. maritima
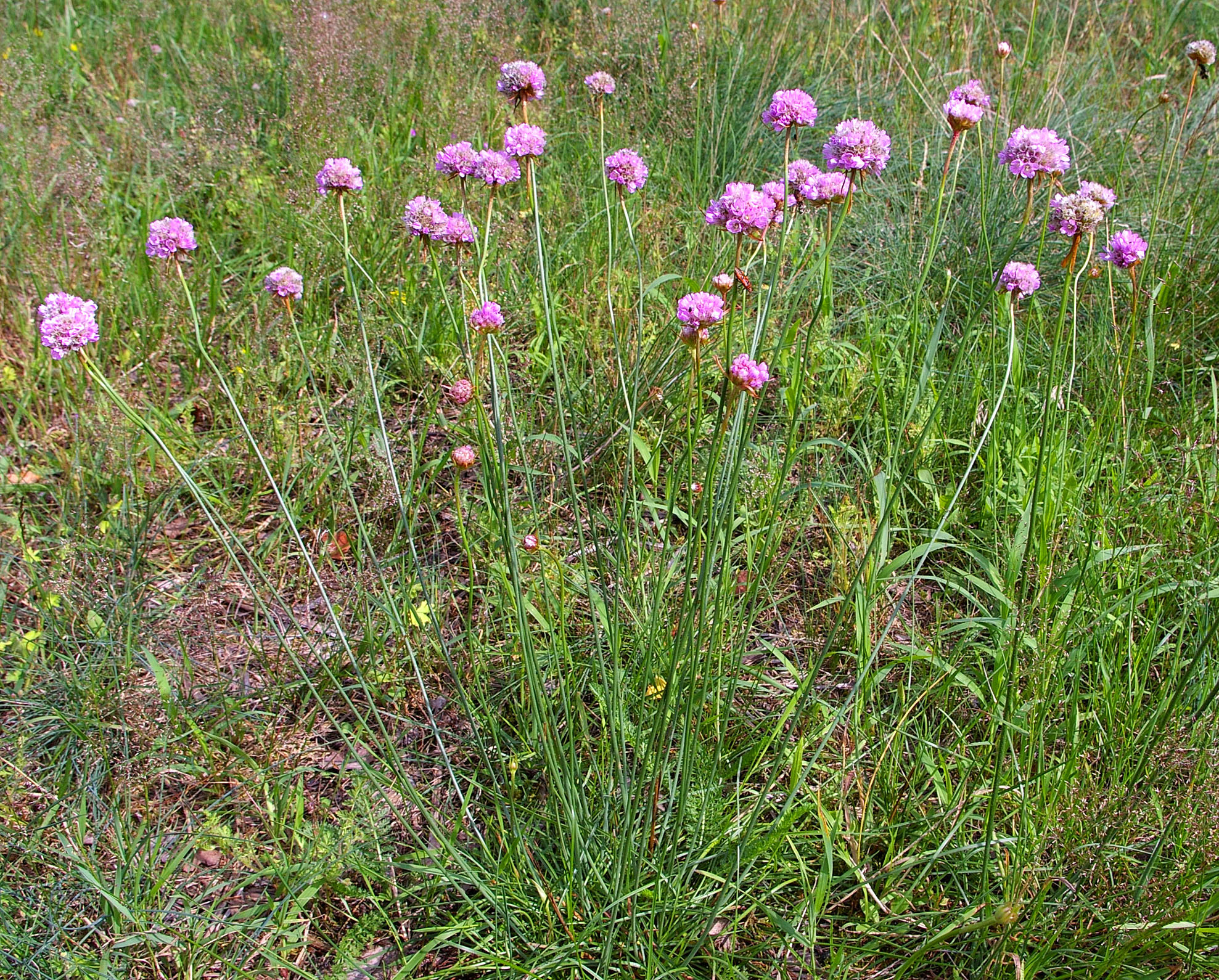
A. maritima ssp. elongata
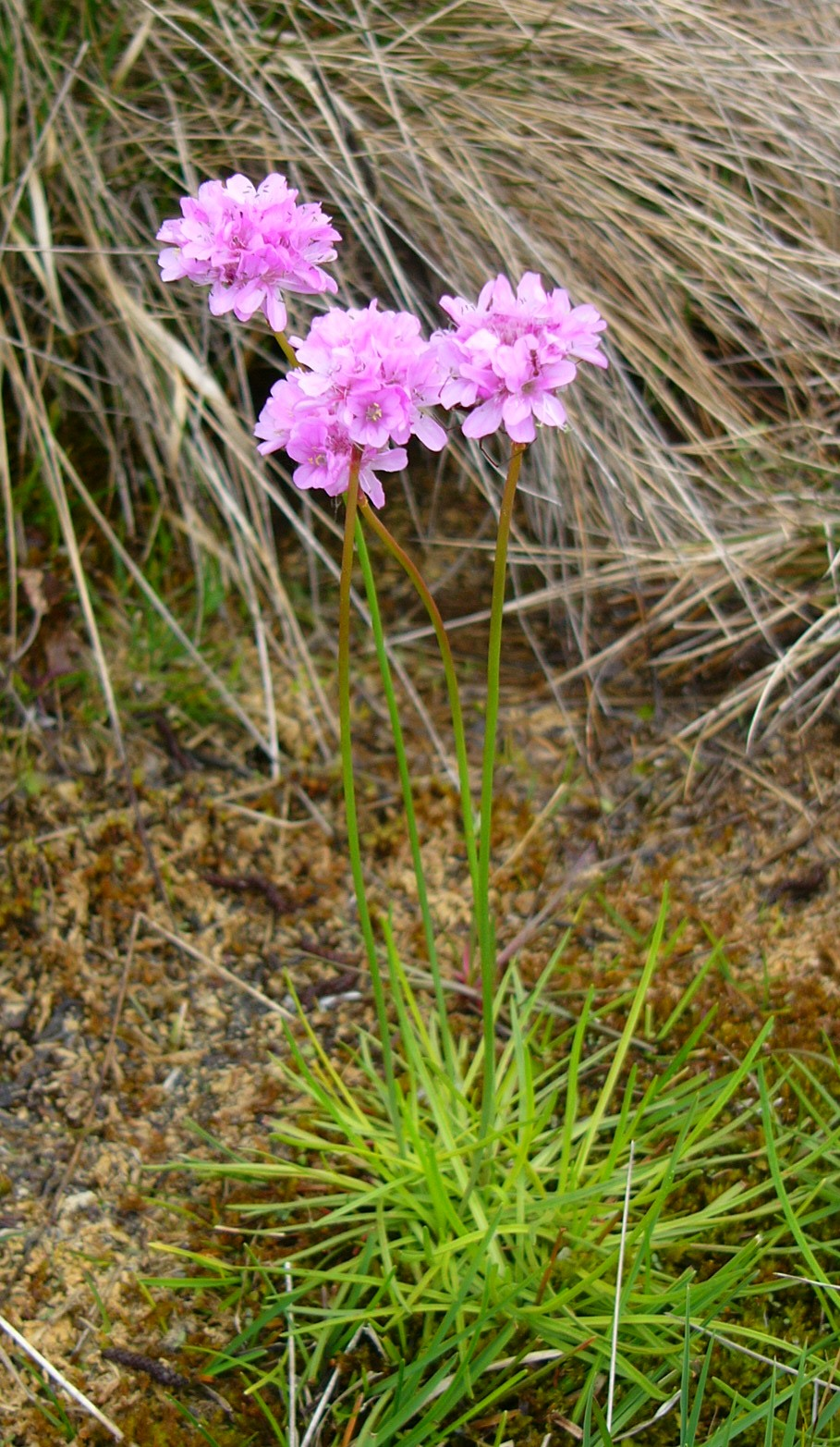
A. maritima ssp. purpurea